# Lassington
Lassington är en by i civil parish Highnam, i distriktet Tewkesbury, i grevskapet Gloucestershire i England. Byn är belägen 4 km från Gloucester. Lassington var en civil parish fram till 1935 när blev den en del av Highnam. Civil parish hade 50 invånare år 1931. Byn nämndes i Domedagsboken (Domesday Book) år 1086, och kallades då Lesedune.